# 哀愁列島 十二人の女たち
『哀愁列島 十二人の女たち』（あいしゅうれっとう じゅうににんのおんなたち）は、1979年2月にリリースされた小林旭のアルバム。全12曲が収録されている。そのうち「哀愁列島」「終着駅のない女」は同年3月にシングル盤として発売されている。

## 収録曲

### 第1面
1. 氷雪海峡（宗谷）
  - 作詞:杉紀彦／作曲:徳久広司／編曲:斉藤恒夫
2. 世去れのお涼（青森）
  - 作詞:星野哲郎／作曲:サトウ進一／編曲:小杉仁三
3. 仙台発かなしみ行（仙台）
  - 作詞:星野哲郎／作曲:叶弦大／編曲:小杉仁三
4. 東京わくらば通り（東京）
  - 作詞:杉紀彦／作曲:叶弦大／編曲:斉藤恒夫
5. よこはま霧ホテル（横浜）
  - 作詞:杉紀彦／作曲:中川博之／編曲:斉藤恒夫
6. 哀愁列島
  - 作詞:杉紀彦／作曲:遠藤実／編曲:斉藤恒夫

### 第2面
1. 終着駅のない女（輪島）
  - 作詞:星野哲郎／作曲:叶弦大／編曲:小杉仁三
2. タンゴ御堂筋（大阪）
  - 作詞:星野哲郎／作曲:小杉哲郎／編曲:小杉仁三
3. 酔いどれリサ（神戸）
  - 作詞:杉紀彦／作曲:中川博之／編曲:小杉仁三
4. 砂の少女（鳥取）
  - 作詞:杉紀彦／作曲・編曲:服部克久
5. 夜霧の鐘（長崎）
  - 作詞:星野哲郎／作曲・編曲:服部克久
6. 東京銀座は他人町（銀座）
  - 作詞:熊野英男／作曲:米山正夫／編曲:小杉仁三